# Девладове (станція)
Девла́дове — вантажно-пасажирська залізнична станція Криворізької дирекції Придніпровської залізниці на лінії Верхівцеве — Кривий Ріг-Головний.
Розташована в однойменному селищі Софіївського району Дніпропетровської області між станціями Милорадівка (23 км) та Приворот (8 км).
На станції Девладове зупиняються електропоїзди сполучення Дніпро — Кривий Ріг.

## Історичні відомості
Станція з'явилась у 1884 році під час будівництва Катерининської (тепер Придніпровська) залізниці. Залізниця пролягла землями землевласника і підприємця Девладенка. За його прізвищем й утворена назва станції.